# 蒂爾登縣區 (伊利諾伊州蘭道夫縣)
蒂爾登縣區（英語：Precincts (United States)）是位於美國伊利諾伊州蘭道夫縣的一個縣區。

## 地方資料
根據2010年美國人口普查的數據，蒂爾登縣區的面積為58.42平方千米，當中陸地面積為58.11平方千米，而水域面積為0.31平方千米。當地共有人口1156人，而人口密度為每平方千米19.79人。